# Óbabiloni Birodalom
Az Óbabiloni Birodalom (körülbelül i. e. 18–16. század) az I. babiloni dinasztia korának második fele, a Hammurapi uralkodásától Samsu-ditána uralkodásáig tartó időszak. Mindössze 238 év hosszúságú, de jelentős periódusa az ókornak. Pontosan nem lehet meghatározni Hammurapi trónra lépésének dátumát, körülbelül az i. e. 18. században, 100 évvel Bábilí város alapítása utánra tehető. A rövid kronológia szerint a század végére, a középső kronológia szerint a század elejére. Virágzásának a kisázsiai hettiták betörése, majd Perzsia felől a kasszita hódítás vetett véget.

## Története
A babiloni fejedelemség, később városkirályság Hammurapi alatt vált birodalommá, amikor Babilon meghódította csaknem az egész Mezopotámiát. Korábban tipikus mezopotámiai városállam volt, először más városkirályságok vazallusaként, majd fokozatosan önállósodva és Babilon környékén terjeszkedve a városállamok közt középhatalommá vált. Hammurapi ügyes szövetségi politikával elérte, hogy legnagyobb ellenfelei egymást győzzék le, végül a meghódított városkirályságok haderejével legyőzött minden ellenállást.
Hammurapi óriási, de rendezett államot hagyott utódjára. Utódja, Samsu-ilúna azonban szerencsétlen korszakban regnált, alig kilenc év múlva már a kasszitákkal kellett szembenéznie, akik talán asszír biztatásra vonultak Babilonba. Bár apja birtokainak legnagyobb részét sikerült megtartania, a következő évben a nehéz helyzetet kihasználó Uruk, Íszín, Esnunna és más városok Elámmal kötött szövetségével állt hadilábon. Több város függetlenítette magát, egyikük uralkodója, Iluma-ilum egy hosszan fennálló alakulatot, a Tengeri Országot hozta létre, s megalapította a tengerföldi dinasztiát, mely később még Babilon ura is lett. Iluma-ilum az íszíni dinasztia leszármazottjának vallotta magát, tehát első ránézésre amoritának tűnik, ennek ellenére utódai mindannyian sumer neveket használtak, mintegy hangsúlyozva az amorita Babilontól való különbözőségüket. Talán valóban sumer etnikum alkotta ezt az öbölbeli államot. Iluma-ilum valószínűleg csak Elám támogatásával tudta függetlenségét biztosítani, vagyis Elám újra kiterjesztette érdekszféráját a Folyamköz alsó részére. A többi város azonban hamarosan újra visszakerült Babilon felügyelete alá.
Samsu-ilúna hamarosan elvesztette Assurt is, és ugyanazon évben meghalt a sokat látott uralkodó, I. Ismé-Dagan, akinek helyét Aszínum vagy Mut-Askur foglalta el. Velük Asszíria homályos korszaka következik, melyben minden bizonnyal erejüket megfeszítve harcoltak a hurriták és szövetségeseik ellen, próbáltak függetlenedni az amorita Babilontól, és talán a hettiták portyázásai sem kerülték el a Tigris mellékét, korábbi területeiken pedig megosztoztak a hurrita és turukú törzsek, mígnem a hurrita Kirta megalapította Mitannit.
Samsu-ilúna utódai többé-kevésbé helyreállították az Óbabiloni Birodalom gazdasági és politikai egységét. Ám a kassziták, hurriták és elámiták sorozatos betörései végül is aláásták az ország erejét, így elegendő volt egyetlen hettita invázió a távoli Anatóliából, mely nem volt más, mint rablóhadjárat, s az amorita Babilon végleg összeomlott i. e. 1600 körül. Samsu-ditána trónját a tengerföldi Iskibal foglalta el a hettiták elvonulása után, ahol megalapította a babiloni tengerföldi dinasztiát. A Tengerföld - és így a Tengerföldi Babilon - tekinthető talán az utolsó sumer államalakulatnak.

## Uralkodói
Az Óbabiloni Birodalom uralkodói az I. babiloni dinasztia Hammurapit követő tagjai.
| név          | uralkodott (=kb. i. e.) | megjegyzés                                             |
| ------------ | ----------------------- | ------------------------------------------------------ |
| Hammurapi    | 1728—1686               | Zimrí-Lim, Szive-palar-huppak Elámban és I. Samsi-Adad |
| Samsu-ilúna  | 1686—1648               | Hammurapi fia                                          |
| Abi-ésuh     | 1648—1620               | Samsu-iluna fia                                        |
| Ammí-ditána  | 1620—1583               | Abi-ésuh fia                                           |
| Ammí-szaduka | 1582—1562               |                                                        |
| Samsu-ditána | 1562—1531               |                                                        |